# Maarat al-Nouman
 (29 décembre 2019).
Maarat al-Nouman (arabe : maʿāra an-nuʿmān, معرة النعمان) est une ville de Syrie sur la route d'Alep à Hama, dans la province d'Idleb.
Appelée Arra dans l'antiquité, c'est le site d'une forteresse utilisée au temps des croisades et connue sous le nom de La Marre. Son nom actuel est la combinaison de son nom traditionnel et du nom de son premier gouverneur musulman Nou'man ibn Bachir (en) (622-684), un des compagnons du prophète Mahomet.

## La ville

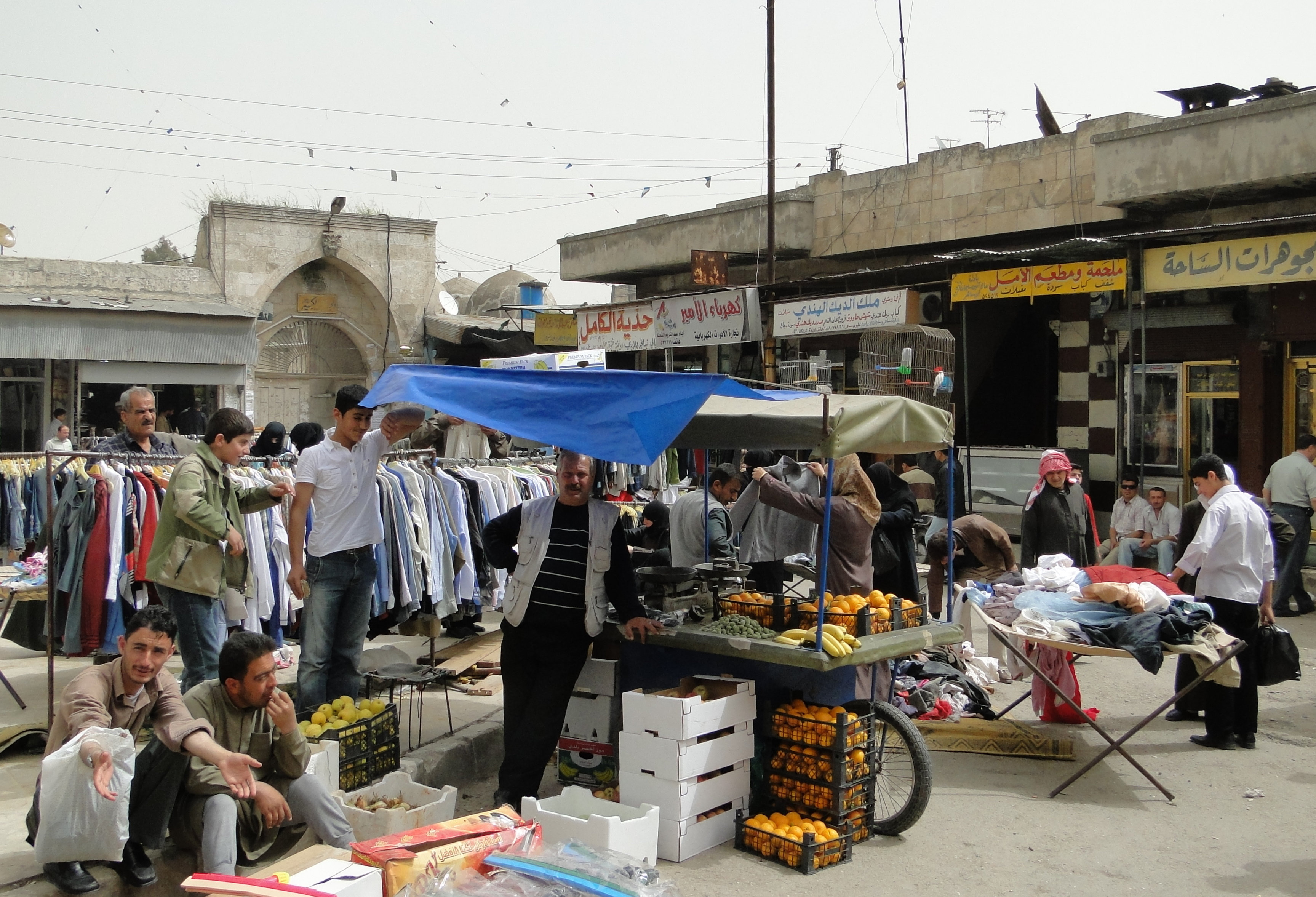
Marché à Maarat al-Nouman.

Elle a conservé de l'époque arabe deux beaux monuments, œuvres du même architecte :
- le minaret de la grande mosquée reconstruit après le tremblement de terre de 1170, la mosquée elle-même a été reconstruite.
- la médersa construite en 1199.

Il y a aussi les ruines de la citadelle médiévale et la tombe du calife omeyyade ʿUmar II.
La ville actuelle possède un musée des mosaïques retrouvées dans les « villes mortes », aménagé dans un caravansérail Ottoman datant de 1563.
La ville est aussi le lieu de naissance du poète Abu-l-Ala al-Maari (973-1057).

## Histoire

### Époque du Moyen Âge
Elle est prise par les musulmans en 637. Nou'man ibn Bachir en devient le gouverneur.
Les Byzantins démantèlent ses fortifications en 968 lors de la tentative de l'empereur Nicéphore II Phocas de profiter de l'instabilité de la Syrie pour reprendre possession du nord du pays. Ceci ne fut que pour une courte durée, la ville repassant aux mains des Fatimides.
Le 11 décembre 1098, la forteresse fut prise par les croisés de Raymond de Saint Gilles, comte de Toulouse, et Bohémond de Tarente, après un siège de trois semaines. Le 5 janvier 1099, Raymond fait démanteler la forteresse après que les croisés y eurent massacré des milliers de personnes. Le 13 janvier, l'armée reprit sa marche vers le sud, nu-pieds et vêtus en pèlerins, suivie par Robert II de Normandie et Tancrède de Hauteville, neveu de Bohémond.
Selon Amin Maalouf, la prise de cette ville fut accompagnée d'actes de cannibalisme de la part des croisés : « Les nôtres faisaient bouillir les païens adultes vivants dans les marmites et fixaient les enfants sur des broches pour les dévorer grillés », mais dans les faits ne connaissent ce sort que quelques morts des combats précédents. Ultérieurement les témoins expliquèrent ces actes par la famine, c'était en hiver et il n'y avait guère de ravitaillement. D'ailleurs, Amin Maalouf, se référant à Albert d'Aix, écrit ceci : « Les nôtres ne répugnaient pas à manger non seulement les Turcs et les Sarrasins tués, mais aussi les chiens. ».
En janvier 1135, Zengi, l'Atabeg de Mossoul intervient contre Damas. Il ne peut prendre la ville et n'obtient de ses dirigeants que la reconnaissance de sa suzeraineté de manière purement nominale. En mars, il marche vers le nord, et s'empare de quatre places fortes franques dont La Marre.
En 1185, à l'approche de la mort de Baudouin IV de Jérusalem, Saladin décide de relancer la guerre contre les Croisés. En juillet 1187 il envahit le royaume de Jérusalem, affaibli par les disputes entre les Templiers et les barons francs, et anéantit l'armée croisée, encerclée après une marche épuisante, sur la colline de Hattin. La ville de Maarat passe sous la tutelle des Ayyoubides d'Alep.
Vers 1272, Maarat passe sous la tutelle des Mamelouks.

### Époque contemporaine
Le 8 décembre 2005, les troupes gouvernementales se sont affrontées à un groupe de militants islamistes. Il y a eu huit tués.

### Guerre civile syrienne
Lors de la guerre civile syrienne, Maarat al-Nouman est prise par l'Armée syrienne libre (ASL) le 10 octobre 2012 après de violents combats. La ville est ensuite administrée par un conseil civil élu par les habitants.
Le 13 mars 2016, des manifestations anti-régime dégénèrent à Maarat al-Nouman. Le lendemain, des combats opposent la 13e division de l'Armée syrienne libre à 3 000 djihadistes du Front al-Nosra et de Jound al-Aqsa. Les rebelles de l'ASL sont battus et chassés de la ville en laissant une cinquantaine de prisonniers. Selon l'Observatoire syrien des droits de l'homme (OSDH), au moins sept hommes de la 13e division et quatre djihadistes d'al-Nosra sont tués dans l'affrontement, selon Le Monde le combat a fait 13 morts d'après un habitant,,,,. Le 15, le Front al-Nosra relâche plusieurs prisonniers de la division 13, mais le 16 des centaines d'habitants descendent dans la rue pour réclamer le départ du Front al-Nosra et incendient l'immeuble servant de QG de sécurité au groupe d'Al-Qaïda.
Maarat al-Nouman passe sous le contrôle de Hayat Tahrir al-Cham en juin 2017, puis passe aux mains de Jabhat Tahrir Souriya le 21 février 2018. Hayat Tahrir al-Cham reprend cependant le contrôle de la région en janvier 2019,.
En ruine et abandonnée par presque toute sa population, Maarat al-Nouman est reconquise par l'armée arabe syrienne et ses alliés le 29 janvier 2020,.